# Bába Krisztina
Bába Krisztina (Budapest, 1956. július 29. – Budapest, 2011. április 9.) magyar író, műfordító, színháztörténész.

## Élete
Szülei: Bába Mihály és Kotela Krisztina voltak. 1975–1980 között az Eötvös Loránd Tudományegyetem Bölcsészettudományi Karának magyar-lengyel-népművelés szakos hallgatója volt. 1980–1986 között színházi és irodalmi rádió- és tv-műsorokat készített; elsősorban lengyel témákkal és kortárs magyar művészekkel foglalkozott. 1984–1987 között a Színház- és Filmművészeti Főiskola színházelmélet szakán tanult. 1986–1990 között a Fővárosi Tanács művészeti főosztályának munkatársa volt. 1990–2001 között a Művelődési és Közoktatási Minisztérium Művészeti Főosztályán dolgozott. 1998-tól a Nemzeti Kulturális Örökség Minisztériumának színházi főosztályának munkatársa volt. 2001–2005 között a varsói Magyar Kulturális Intézet igazgató-helyettese volt. 2005-től a Színház- és Filmművészeti Egyetem oktatási főigazgatója volt.
Kortárs lengyel drámákat fordított, tanulmányokat, portréműsorokat készített lengel művészekről (pl. Józef Szajna, Tadeusz Różewicz, Sławomir Mrożek, Wisława Szymborska).

## Színházi munkái
A Színházi adattárban regisztrált bemutatóinak száma: 3.

### Műfordításai
- Dosztojevszkij: Bűn, bűnhődés (1991)
- Mrożek: Özvegyek (2001)
- Dosztojevszkij: Nasztaszja Filippovna (2007)

## Díjai
- Hevesi Sándor-díj (2002)